# NGC 4206
NGC 4206 је спирална галаксија у сазвежђу Девица која се налази на NGC листи објеката дубоког неба.
Деклинација објекта је + 13° 1' 22" а ректасцензија 12h 15m 16,7s. Привидна величина (магнитуда) објекта NGC 4206 износи 12,0 а фотографска магнитуда 12,8. Налази се на удаљености од 20,099 милиона парсека од Сунца. NGC 4206 је још познат и под ознакама IC 3064, UGC 7260, MCG 2-31-66, IRAS 12127+1318, CGCG 69-104, VCC 145, PGC 39183.